# Platystolus
Genre
Platystolus est un genre d'insectes de la  famille des Tettigoniidae (sauterelles à ailes droites).

## Systématique
Le genre Platystolus a été créé en 1878 par l'entomologiste espagnol Ignacio Bolívar y Urrutia (1850-1944).

## Liste d'espèces
Selon BioLib (3 février 2022) :
- Platystolus martinezii (Bolívar, 1873)
- Platystolus obvius (Navas, 1904)
- Platystolus ramburii (Bolívar, 1878)
- Platystolus surcularius (Bolívar, 1877)

## Publication originale
- (la) Ignacio Bolívar, « Analecta Orthopterologica », Anales de la Sociedad Española de Historia Natural, Madrid, Inconnu, vol. 7,‎ 1878, p. 423-470 (ISSN 0210-5160, OCLC 2450615, lire en ligne).